# Judge Dredd (jeu vidéo, 1997)
Pour les articles homonymes, voir Judge Dredd.
Judge Dredd est un jeu de tir au pistolet optique du type rail shooter en trois dimensions développé par Gremlin Interactive et édité en 1997 par Acclaim Entertainment sur borne d'arcade, et par Activision sur PlayStation. C'est une adaptation du comics Judge Dredd. Le jeu est réédité en 2008 sur le PlayStation Network, disponible sur PlayStation 3, PlayStation Portable et PlayStation Vita.

## Trame
Au XXIIe siècle, la plus grande partie de la population terrestre est concentrée dans de vastes mégalopoles où le crime règne. Dehors, les extra-terrestres et les mutants chassent. Dans ces mégalopoles, il n’y a ni police, ni procès, ni jury. Il n’y a que les juges. Habilités à prononcer une sentence immédiate, les jugent tiennent leurs cours dans les rues et leurs paroles font loi.
Tech Judge Bean s’est échappé de la prison lunaire Titan et cherche à se venger de Juge Dredd à l’aide de son armée d’androïdes et de son important arsenal. Le joueur (qui incarnera le juge Dredd) aura donc pour mission de remettre Tech Judge Bean en prison.

## Système de jeu
Judge Dredd est aussi bien jouable avec un pistolet optique qu’avec une manette. Le joueur ne contrôle pas les déplacements du juge Dredd, mais peut seulement viser. L’arme du juge Dredd est le Lawgiver (en), une arme de poing multifonction capable de tirer toutes sortes de munitions (balles normales, balles anti-blindages, balles à tête chercheuses, balles explosives).